# Менахем Беґін
Менахем Беґін (івр. מְנַחֵם בֵּגִיןⓘ, пол. Menachem Begin, при народженні пол. Mieczysław Biegun, їд. מיעקשיסלאוו בעגון, біл. Мечыслаў Бегун; 16 серпня 1913, Берестя — 9 березня 1992, Тель-Авів) — політичний діяч Ізраїлю, шостий прем'єр-міністр Ізраїлю від червня 1977 до 1983, лауреат Нобелівської премії миру (1978).

## Молодість
Менахем Беґін народився в сім'ї секретаря брест-литовської (берестейської) єврейської громади, що одна з перших у місті пристала до сіонізму. Там же в Бересті закінчив єврейську релігійну школу, потому державну гімназію (1931) і вступив на юридичний факультет Варшавського університету, який закінчив у 1935 році зі ступенем магістра права (навички правознавця згодом були притаманні йому як політичному діячеві).
Будучи сіоністом вже за родинною традицією й з 10-річного віку перебуваючи в лавах дитячої (скаутської) сіоністської організації «га-Шомер га-Цаїр», Беґін у 16 років долучився до радикального крила руху т. зв. «ревізіоністського сіонізму», підпавши під вплив виступів його засновника Володимира Жаботинського. Відтак, Беґін вступив до молодіжної організації ревізіоністів «Бейтар». Як писав він потому:
|  | «У Бейтарі мене підкорив цільний, інтегральний сіонізм, Країна Ізраїлю, єврейська Держава вже незабаром, у наші дні» |

Він швидко зробив кар'єру в організації, спершу ставши керівником берестейського відділення «Бейтару» і одним із його 9 вищих «офіцерів», а згодом (березень 1939 року) призначений особисто Жаботинським загальним керівником («комендантом») «Бейтару» в Польщі.
Беґін у цей час проявляв крайній радикалізм, нерідко з цих маргінальних позицій виступаючи й проти самого Жаботинського, якого, втім, завжди вважав своїм вчителем і наставником.
У 1939 році Беґіна засудили на 6 тижнів ув'язнення за організацію протестної демонстрації перед посольством Англії.

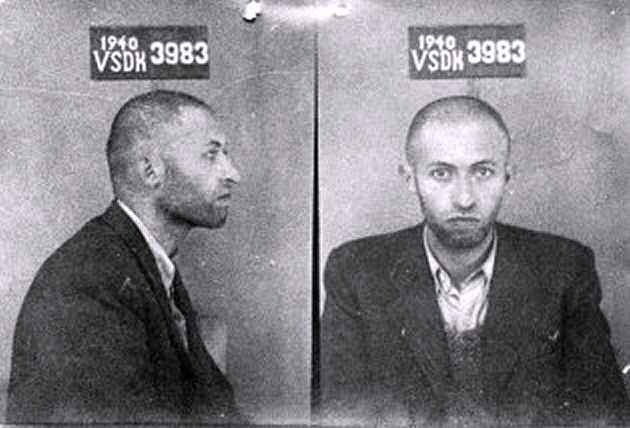
Знімки Беґіна-арештанта НКВС, 1940

Ставши керівником Бейтару, Беґін відразу ж почав формувати осередки бойової організації («ЕЦЕЛЬ») і разом з тим намагався організувати якомога масовіший виїзд польських євреїв до Підмандатної Палестини.
Коли гітлерівська Німеччина напала підступом на Польщу, Беґін запропонував польському уряду сформувати частину з бейтарівців, на що отримав відмову. З наближенням німців до Варшави він перебрався до Вільно, тоді як усю його родину вбили німці 1941 року.
У вересні 1940 року у Вільнюсі Беґіна заарештувала радянська влада і присудила йому 8 років таборів як «агенту британського імперіалізму» та «соціально небезпечному елементу».
У 1941 році, однак, його було звільнено з табору на річці Печорі як польського підданого. Тоді ж Беґін вступив у лави армії Андерса, у складі якої за якийсь час опинився в Палестині.
1943 року Менахем Беґін покидає армію Андерса, й відтоді цілком і повністю віддає своє життя боротьбі за створення єврейської держави, а згодом і служінню їй.

## Політична діяльність в Ізраїлі

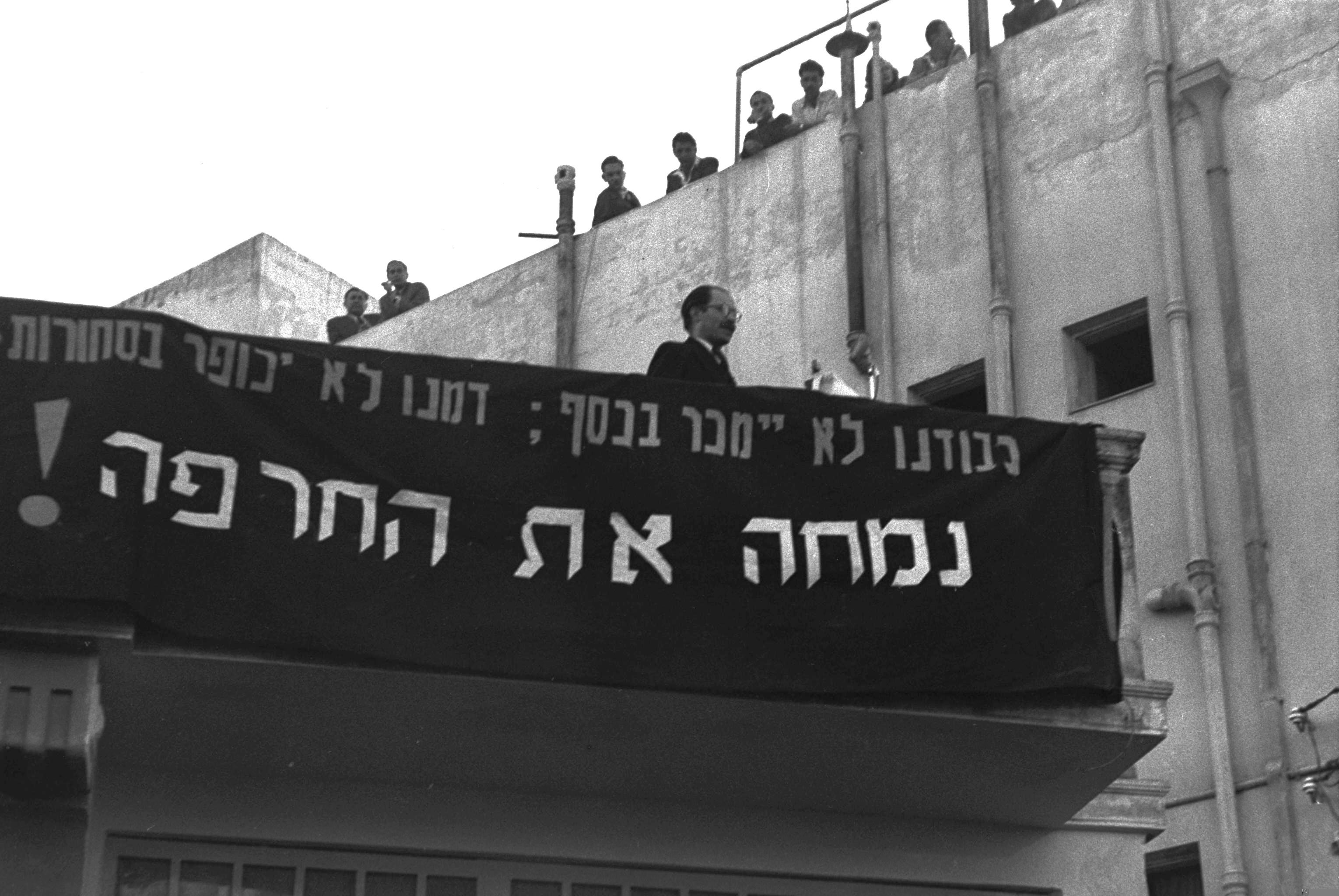
Виступ Бегіна проти угод з ФРН про репарації

У грудні 1943 року Беґін став керівником підпільної організації «ЕЦЕЛЬ», і як її очільник проголосив повстання проти англійського мандату, почавши напади і терористичні акції проти англійських військ, влади та установ. Найвідомішою з них є організація та здійснення підриву штаб-квартири англійців у єрусалимському готелі «Цар Давид».
У 1944 та 1948 роках двічі виникали ситуації, коли «ЕЦЕЛЬ» була на межі збройних сутичок із Гаґаною, також підпільною єврейською озброєною організацією, що підкорялася керівництву Сіоністської федерації; вважається, що обидва рази лише безпосередня заборона Беґгіна на акції супроти одновірців рятувала сіоністів від кривавих міжусобиць.
Беґін — активний учасник Війни за незалежність Ізраїлю; він (як голова Ірґуну) несе пряму відповідальність за жорстоку різанину у Дейр-Ясіні, хоча безпосередньої участі у звірствах бійців Ірґун Беґін не брав.
У 1948 році після утворення Держави Ізраїль Ірґун була саморозпущена, а її члени ввійшли до Армії оборони Ізраїлю. На основі Ірґуна Беґін створив партію «Херут» («Свобода») і, як її керівник, став лідером правої опозиції в Кнесеті. На виборах до Кнесету 1-го скликання 25 січня 1949 року Херут отримала 11,5 % голосів виборців.
За своєю програмою «Херут» продовжувала традиції сіоністського ревізіонізму, поєднуючи відданість ідеї Ерец-Ісраель та силового тиску на арабські сусідські країни, з праволіберальною економічною програмою, водночас різко відкидаючи теорії соціалістичної розбудови Ізраїлю.
У 1952 році були встановлені дипломатичні відносини з ФРН і підписані угоди про репарації урядом Німеччини євреям, постраждалим у роки Другої світової війни. Херут на чолі з Беґіном активно виступила проти «прощення ворогу», і Бегін очолив масові антиурядові демонстрації протесту. З огляду на ситуацію в країні, це призвело до неухильного зростання популярності «Херута» та його лідера, і на виборах 1961 року представництво партії в Кнесеті вже зросло до 17 мандатів.
Напередодні Шестиденної війни (1967), коли ситуація потребувала консолідації всіх національних сил, Беґін уперше ввійшов до складу уряду (як міністр без портфеля), і залишався на посту до 1970 року.
Після створення в 1973 році правого блоку «Лікуд», Беґін очолив цей блок і в результаті його перемоги на виборах у 1977 році сформував перший в історії Ізраїлю правий (не-соціалістичний) уряд.

## На прем'єрському посту
На прем'єрській посаді Менахем Беґін відзначився своєю внутрішньоекономічною і соціальною політикою. Так, на відміну від попередніх урядів, він розгорнув рішучу програму з лібералізації економіки (так званий «жовтневий економічний переворот» 1977 року). Беґін також активно впроваджував у життя заходи зі скорочення соціальної нерівності між більш економічно заможними європейськими євреями (ашкеназі) та євреями, що були вихідцями з країн Сходу (сефарди). Була розроблена спеціальна широкомасштабна програма для підняття не лише життєвого, а й культурного рівня «східних» євреїв. І якщо соціальні програми знаходили підтримку широких мас ізраїльтян, економічні реформи Беґіна піддавалися критиці, адже стрімка приватизація призвела фактично до втрати важелів впливу на економіку, що не так давно являла майже суцільний державний сектор, що доволі швидко потягнуло за собою негативні наслідки — ринкові спекуляції та достатньо високий рівень інфляції (наприклад, у 1980 її показник становив 130 %), що навіть змусило Беґіна частково вживати заходів супроти роздержавлення економіки. Однак переобрання Беґіна в 1981 році чітко засвідчило про сприйняття і задоволення в цілому ізраїльського суспільства політики Беґіна.

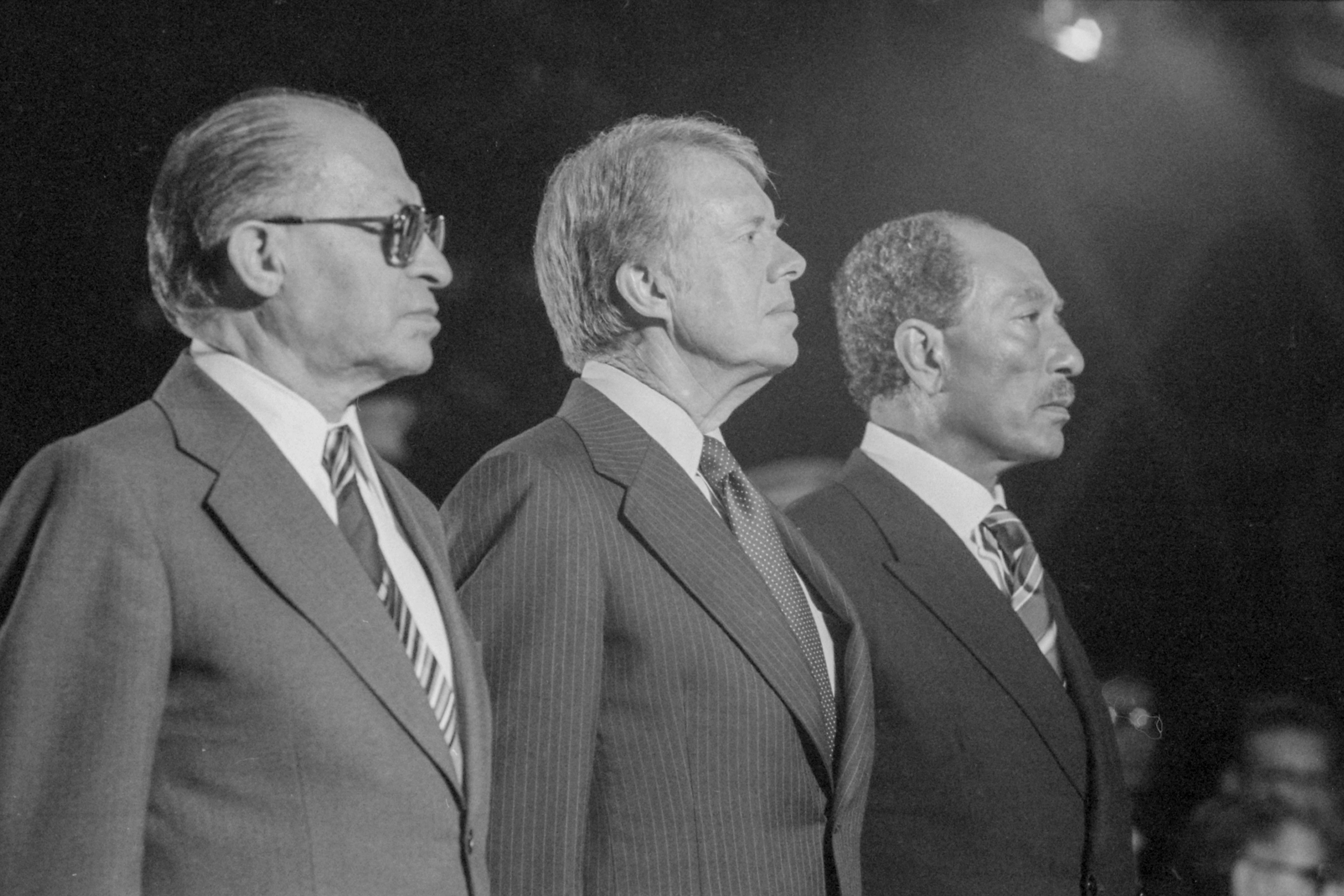
Беґін, Джиммі Картер і Анвар Садат на підписанні Кемп-Девідської угоди, 1978

Вражаючими були результати зовнішньої політики Беґіна. Він обстоював збереження ізраїльської присутності на окупованих палестинських територіях (Юдея і Самарія), але водночас був прихильником мирного врегулювання з Єгиптом шляхом повернення південному сусіду Синайського півострова. Вже незабаром після приходу до влади Беґін став одним з ініціаторів переговорів з Президентом Єгипту Анваром Садатом, що завершилися підписанням у вересні 1978 року Кемп-Девідських угод (повноформатну кінцеву мирну угоду було підписано згодом, перед Білим домом у Вашингтоні 26 березня 1979 року). За це мирне врегулювання відносин досі непримиренних ворогів Беґін та Садат спільно отримали Нобелівську премію миру.
Не такими вдалими за урядування Беґіна були відносини з рештою арабського світу. Так, 1981 року за наказом прем'єра ізраїльська авіація бомбувала і знищила іракський атомний реактор, позбавивши таким чином Саддама Хусейна можливості виготовити атомну бомбу. Взагалі Беґін вважав, що мир з Єгиптом «розв'язав руки» Ізраїлю для повного знищення ОВП, і з цією метою уряд від 1982 року розпочав вторгнення до Лівану (операція «Мир для Галілеї»). Однак великі втрати в Лівані, розкол у суспільстві щодо ставлення до ліванської війни та смерть дружини призвели до нервового виснаження і проблем зі здоров'ям Беґіна, наслідком чого була його відставка 15 вересня 1983 року.
Останні роки життя Менахем Беґін прожив, відійшовши від публічної активності, поперемінно в Єрусалимі та Тель-Авіві, де він помер 9 березня 1992 року. Беґіна поховано на Оливковій горі в Єрусалимі, поряд з могилами бойовиків Ірґуна, страчених англійцями. Його похорони, що не були офіційними, зібрали тисячі вдячних ізраїльтян.

## Факти про особу і з життя Беґіна
Історик М. Хейфіц характеризує особистість Беґіна таким чином:
|  | «Беґін був скромною європейською людиною, добре вихованою, стриманою.» |

Він вважався талановитим оратором і полемістом, за що противники не раз називали його «демагогом». Володів дев'ятьма мовами і взагалі мав хист лінгвіста: у гімназії латина була одним з його улюблених предметів.
Люди, що знали Беґіна особисто, відзначали його особливу елегантність і джентльменство — так, він і за нестерпної спеки носив костюм і краватку. Збереглися свідчення, що будучи арештованим у 1940 році, Беґін перш ніж вирушити у карцер, начистив чоботи і пов'язав свіжу краватку.
Ще одна якість характеру по праву заслужила Беґіну славу — його скромність і вміння спілкуватися з «простими людьми». Так, відомий випадок останніх місяців перебування його на прем'єрській посаді — до нього на прийом прийшла мати солдата, що пропав безвісти у Лівані. В кабінеті Беґіна з жінкою стався напад істерики, і хоча в Беґіна була призначена важлива дипломатична зустріч з чиновником із Вашингтону, він відмовився покинути жінку, допоки їй не полегшало.
Менахем Беґін є також автором статей і трьох книг мемуарного характеру:
- «Повстання» (про підпільну боротьбу «Ірґун», 1950, рос. переклад, Т.-А., 1976);
- «У білі ночі» (1953, про радянську в'язницю та табір; рос. переклад, Т.-А. 1978, Єрусалим-М., 1991; М., 1993):
- «У підпіллі: твори та документи» (4 тт., 1959—61).

## Виноски
1. ↑  Find a Grave — 1996.
2. 1 2  Pas L. v. Genealogics — 2003.
3. ↑  Брестский краевед обнаружил в архиве польский паспорт Менахема Бегина. Архів оригіналу за 3 грудня 2020. Процитовано 12 серпня 2020.
4. ↑  Кнесет Ізраїлю Кнесет першого скликання — Склад фракцій [Архівовано 9 березня 2012 у Wayback Machine.]
5. ↑  Зеэв Гейзель, Политические структуры государства Израиль, III. Координаты политической дисперсии в Израиле